# Meliboeus orientalis
Meliboeus orientalis es una especie de escarabajo del género Meliboeus, familia Buprestidae. Fue descrita científicamente por Abeille de Perrin en 1905.